# Barra de Cunhaú
Barra de Cunhaú
A Barra de Cunhaú localiza-se no município de Canguaretama, no estado do Rio Grande do Norte. Fica a cerca de 90 quilômetros de Natal, capital do estado. A economia da praia se dá, em sua maior parte, graças ao turismo e à pesca.

## Topônimo
"Cunhaú" é um termo da língua tupi que significa "água de mulher", através da junção dos termos cunhã ("mulher") e  'y  ("água").
| Oceano Atlântico                               |                                |                                                    |
| precedida por: Praia de Sibaúma (Tibau do Sul) | Barra de Cunhaú (Canguaretama) | sucedida por: Praia de Baía Formosa (Baía Formosa) |